# هيساو كاتو
هيساو كاتو هو سياسي ياباني، ولد في 8 نوفمبر 1942 في ناغانو في اليابان. نشط حزبياً في مستقل. وقد انتخب mayor of Nagano ‏ (11 نوفمبر 2013 – ).